# Stazione di Chions-Azzano Decimo
La stazione di Chions-Azzano Decimo era una fermata ferroviaria, in passato stazione, posta sulla linea San Vito-Motta di Livenza al servizio dei comuni friulani di Chions e Azzano Decimo.

## Storia
La stazione venne inaugurata il 30 giugno 1913 con gli altri impianti presenti sulla tratta in concomitanza con l'apertura al servizio della linea.
Nel 1959 tutti gli impianti sulla linea vennero trasformati in fermate (ad eccezione di Pravisdomini che lo era già).
Venne chiusa al traffico passeggeri il 1º agosto 1967 con la chiusura al traffico di tutta la linea mentre quello merci sopravvisse fino al 1978. L'impianto venne definitivamente soppresso il 15 aprile 1987 con la soppressione della tratta.

## Strutture e impianti
La stazione si trovava nelle vicinanze di un passaggio a livello ed era composta da un fabbricato viaggiatori e di un edificio per i servizi igienici. Era dotata di un piazzale di 2 binari e di uno scalo merci. Questo possedeva un piano caricatore, un magazzino, una bilancia a ponte da 30 tonnellate, poi asportata, e di un tronchino di accesso.
Al 2010 sono ancora riconoscibili i binari e le banchine mentre lo scalo è invaso dalla vegetazione. Sopravvivono il tronchino di accesso e il piano caricatore mentre il magazzino è stato demolito e la pesa asportata.

## Servizi
La stazione disponeva di:
- Biglietteria a sportello
- Sala d'attesa
- Servizi igienici
- Deposito bagagli con personale